# 布鲁斯·查特文
查尔斯·布鲁斯·查特文（英語：Charles Bruce Chatwin，1940年5月13日—1989年1月18日），英格兰旅游作家，小说家和记者。1988年小说《乌兹》获得了布克奖。2008年《泰晤士报》将他列为“1945年以来英国50位最伟大的作家”的一位。

## 生平
1940年出生在英格兰谢菲尔德附件村庄，曾经是苏富比的董事之一，后辞职去旅行。1972年任职于《星期日泰晤士报》，1975年又辞职去巴塔哥尼亚，1977年出版第一本书《巴塔哥尼亚高原上》，奠定了他旅行作家的地位，尽管他自己强调是一个讲故事的人，偏爱点亮一些不常见的童话。1982年小说《黑山上》获得了詹姆斯·泰特·布莱克纪念奖，1988年小说《乌兹》获得了布克奖。2008年《泰晤士报》将他列为"1945年以来英国最伟大的作家"排名46位。

## 作品
- 《巴塔哥尼亚高原上（英语：In Patagonia）》 (1977)
- 《威达的总督（英语：The Viceroy of Ouidah）》 (1980)
- 《黑山上（英语：On the Black Hill）》 (1982)
- 《歌之版图（英语：The Songlines）》 (1987)
- 《乌兹（英语：Utz (novel)）》 (1988)
- 《我在这里做什么（英语：What Am I Doing Here (book)）》 (1989)

## 文档
- Paul Yule, In The Footsteps of Bruce Chatwin (2x60 mins), BBC, 1999 – Berwick Universal Pictures